# Homoneura disjuncta
Homoneura disjuncta är en tvåvingeart som först beskrevs av Johnson 1914.  Homoneura disjuncta ingår i släktet Homoneura och familjen lövflugor. Inga underarter finns listade i Catalogue of Life.